# Nicolas Cantu
Nicolas Cantu, född 8 september 2003 i Austin, Texas, är en amerikansk skådespelare.
Cantu har bland annat medverkat i TV-serierna Dragons Rescue Riders: Heroes of the Sky (2021-2022), Teenage Mutant Ninja Turtles: Mutant Mayhem och Skull Island från 2023. Han har även medverkat i filmen The Fabelmans från 2022.

## Filmografi (i urval)
- 2021-2022: Dragons Rescue Riders: Heroes of the Sky
- 2022: The Fabelmans
- 2023: Teenage Mutant Ninja Turtles: Mutant Mayhem
- 2023: Skull Island